# Siphonochilus aethiopicus
Siphonochilus aethiopicus är en enhjärtbladig växtart som först beskrevs av Georg August Schweinfurth, och fick sitt nu gällande namn av Brian Laurence Burtt. Siphonochilus aethiopicus ingår i släktet Siphonochilus och familjen Zingiberaceae. Inga underarter finns listade i Catalogue of Life.